# Гослинг, Роберт
Ро́берт Ка́нлифф Го́слинг (англ. Robert Cunliffe Gosling; 15 июня 1868 — 8 апреля 1922) — английский футболист и крикетист. Наиболее известен по выступлениям за крикетные клубы Кембриджа и Эссекса, за футбольные клубы «Кембридж Юниверсити», «Олд Итонианс» и «Коринтиан», а также за футбольную сборную Англии.

## Биография
Родился в Фарнеме (графство Эссекс) в семье мирового судьи и землевладельца Роберта и Элеанор Спенсер, живших в особняке Хассобери. Окончил Итонский колледж, где выступал за футбольную и крикетную команды. У него было 6 братьев и 8 сестёр, он и трое его братьев играли в крикет за Итон против Харроу. В 1887 году поступил в Тринити-колледж Кембриджского университета. Выступал за крикетную (1888, 1889, 1890) и футбольную (1890) команды университета.
Также выступал за футбольные клубы «Олд Итонианс» и «Коринтиан» (49 матчей, 14 голов), за крикетные клубы Кембриджского университета и графства Эссекс.
5 марта 1892 года дебютировал за национальную сборную Англии в матче Домашнего чемпионата против сборной Уэльса на стадионе «Рейскорс Граунд» в Рексеме. В той игре англичане победили соперника со счётом 2:0. 1 апреля 1893 года провёл свою вторую игру за сборную: это был матч Домашнего чемпионата против сборной Шотландии на лондонском стадионе «Ричмонд Атлетик Граунд», в котором англичане победили со счётом 5:2. Гослинг забил гол ударом головой на 15-й минуте. 12 марта 1894 года провёл свою третью игру за сборную, в которой англичане на «Рейскорс Граунд» обыграли валлийцев со счётом 5:1, Гослинг стал автором одного из голов на 85-й минуте. 18 марта 1895 года провёл свой четвёртый матч за сборную (против Уэльса), который завершился вничью со счётом 1:1. 6 апреля 1895 года провёл свой пятый (и последний) матч за сборную Англии, сыграв на «Гудисон Парк» против сборной Шотландии. В той игре англичане победили соперника со счётом 3:0.
В футболе Гослинг обычно выступал на позиции нападающего-инсайда, отличаясь отличным дриблингом, высокой скоростью, точным ударом и хорошей командной игрой. Секретарь Футбольной ассоциации сэр Фредерик Уолл назвал Гослинга «самым богатым человеком, игравшим в футбол в Англии».
Унаследовал от отца земли в Эссексе и Хартфордшире. После окончания спортивной карьеры работал мировым судьёй в Эссексе, в 1902 году стал главным шерифом Эссекса и заместителем лорда-наместника Эссекса. Умер в своей постели в апреле 1922 года, оставив наследникам огромную по тем временам сумму в размере 700 тысяч фунтов.

## Достижения
Сборная Англии
- Победитель Домашнего чемпионата Великобритании: 1892, 1893, 1895